# Шенбје
Шенбје (фр. Chenebier) насеље је и општина у источној Француској у региону Франш-Конте, у департману Горња Саона која припада префектури Лир.
По подацима из 2011. године у општини је живело 728 становника, а густина насељености је износила 80,44 становника/km². Општина се простире на површини од 9,05 km². Налази се на средњој надморској висини од 300 метара (максималној 472 m, а минималној 346 m).

## Демографија
| 1962. | 1968. | 1975. | 1982. | 1990. | 1999. | 2011. |
| ----- | ----- | ----- | ----- | ----- | ----- | ----- |
| 339   | 367   | 418   | 548   | 641   | 695   | 728   |

График промене броја становника у току последњих година